# Граймс, Луи Артур
Луи Артур Граймс англ. Louis Arthur Grimes; 1883—1948, Монровия, Либерия) — либерийский государственный и дипломатический деятель, министр иностранных дел Либерии (1930—1934), Генеральный прокурор Либерии, председатель Верховного суда (1933—1948), статс-секретарь Либерии, юрист.

## Биография
Образование получил в Либерийском колледже (ныне Университет Либерии). Считается одним из самых видных юристов в истории Либерии. С 1922 по 1932 год работал генеральным прокурором страны. Позже президент Эдвин Баркли назначил его государственным секретарём (1932—1933).
Возможно, самым значительным успехом Граймса на посту государственного секретаря была его успешная защита Либерии в Лиге Наций, когда ей угрожала потеря суверенитета в результате обвинений в том, что страна участвует в санкционированной государством работорговле.
В 1933 году был назначен главным судьей, председателем Верховного суда и занимал эту должность до своей смерти в 1948 году.

## Память
- В его честь названа Юридическая школа Университета Либерии[2].